# Рушанци
Рушанци (енгл. Roshanis, рус. Рушанцы) или Рукшани, народ су из памирске групе иранских народа који живи у државама средње Азије, а највећи број њих тренутно живи на просторима планине Памир.

## Станиште
Рушанци живе на планини Памир у рушанској области која припада Горно-бадахашанском аутономном региону у Таџикистану, сјеверно од области у којој су настањени Шугнанци. Села у којима се говори рушански језик се налазе на десној обали рјеке Панџ између села Акџев и Шипад. Рушански се такође говори у селима доњег Бартанга (Јемс, Багу и Рид). Током 1950. година, око 100 породица Рушанаца пребачено је у села Ђиликул и Кумсагир у долини Вах, упркос чињеници да природни услови у рушанским подручјима погодују пољопривредној дјалатности, има довољно земљишта, као и воћњака и добрих рибњака.

### Подаци о становништу
Подаци о популацији овог народа налазе се на званичној листи градова и села у СССР-у (Стаљинабад 1932. године у Таџикистану). Према тим подацима број Рушанаца је био 5.838, од којих је 653 живело у селу Хуфи и 424 у Бају. Према А. Дјакову, око 2.000 до 3.000 људи живело је у Авганистану на лијевој обали реке Панџ. Међутим, према другим подацима из 1939. године, 5. 388 Рушанаца је живјело у Таџикистану.

## Језик
Рушански језик припада Шугнанско-рушанској подгрупи памирских језика, иранске групе индоевропских језика, а дијалекти ове подгрупе су узајамно разумљиви. Са говорницима других памирских језика - Јазгулемцима, Ваханцима, Ишкашимцима - комуникација је заснована на таџичком језику у Таџикистану и Авганистану и на ујгурском у Кини. Рушански језик постоји само у говорном облику. Примјери писаног језика су оскудни.
Године 1916. објављен је кратак чланак Р. Готоa који садржи одређене ријечи бартангског и рушанског. Прије тога Рушанци су били познати у Европи само по имену. Први текстуални пример - бајка - појавио се у студији В. Ленц (Pamir-Dialekte. Materialen zur Kenntniss der Schugni-gruppe, Göttingen 1933, pp. 101–105).
Рушанци су релативно добро очували свој језик (1959), а утицај шугнанског готово не постоји. Утицај таџичког се примјећује у одређеним лексичким областима. На пример, када се говори о политици, појављују се таџички изрази и граматичке конструкције.
Најважнија села Рушанаца су Баруцшан (Барушон) и Дерзуд (Дирзут). Села се налазе у размаку од 3 до 4 километра, а комуникација између становника је прилично једноставна. Људи из било ког села говоре мало другачији облик рушанског језика, међутим, те разлике су занемарљиве. Лексичке разлике скоро да не постоје.

## Историја
У прошлости су Рушанци и Хуфци практиковали прилично оригиналан облик сарадње. После орања својих поља, Рушанци су за одређену накнаду, слали своје волове Хуфцима, у горња села у Хуфској долини гдје је орање земље започињало мјесец дана касније. Током 1950. година, Рушанци из горњих села, попут Бартангаца, Орошораца и Јазгулемаца, натјерани су да се преселе на плантаже памука у долине села Ваханаца.